# Церковь Сен-Мартен (Кольмар)
Церковь Сен-Мартен (фр. Eglise St.Martin) — готическая церковь, посвящённая св. Мартину Турскому, которая находится на Соборной площади города Кольмар во Франции. Построена в XIII—XIV веках. Долгое время в ней хранилась известная алтарная композиция «Мадонна в беседке из роз» Мартина Шонгауэра, созданная специально для этой церкви.

## История
Церковь Сен-Мартен была построена в готическом стиле в XIII—XIV веках. Она расположена на центральной Соборной площади в городе Кольмаре. Среди жителей города бытует мнение, что городская церковь является собором, хотя это не вполне соответствует истине, так как в городе Кольмар нет епископальной кафедры. В связи с размещением церкви на этой площади возникло и название самой площади — Соборная.
В 1473 году специально для церкви Сен-Мартен была написана алтарная композиция «Мадонна в беседке из роз». Автор работы — Мартин Шонгауэр. Картина сохранилась до нашего времени и является единственной датированной работой Шонгауэра, которая дошла до нашего времени. На ней изображена закрытая беседка, наполненная розами, в которой находятся Мадонна с младенцем. Фон насыщен золотым сиянием. Голова Мадонны склонена в сторону. В конце XVIII века картина находилась не в церкви Сен-Мартен, а в иезуитском монастыре для сохранности (в то время произведения искусства, изображавшие святых и королей, подвергались опасности). В настоящее время она находится в доминиканской церкви Кольмара.
Церковь Сен-Мартен отличается уникальным шпилем, созданным в монгольском стиле в 1572 году и крытым медью. Обход хора также выделяется и сделан в достаточно мрачном стиле.
Крыша церкви — двускатная черепичная. Колокольня трёхъярусная, со стрельчатыми окнами, которые укреплены контрфорсами.
Церковь открыта ежедневно с 8 до 18 часов.